# 16239 Dower
16239 Dower este un asteroid din centura principală de asteroizi.

## Descriere
16239 Dower este un asteroid din centura principală de asteroizi. A fost descoperit pe 7 aprilie 2000 la Socorro, New Mexico, în cadrul proiectului LINEAR. Asteroidul prezintă o orbită caracterizată de o semiaxă mare de 2,55 ua, o excentricitate de 0,23 și o înclinație de 3,3° în raport cu ecliptica.